# Citroën e-Méhari
De Citroën e-Méhari is een elektrische auto die van 2016 tot 2019 door Citroën werd gebouwd. Circa 1000 auto's werden gebouwd in samenwerking met de Franse autoproducent Bolloré. De auto is geïnspireerd op de Citroën Méhari, die van 1968 tot 1988 werd geproduceerd.
De auto is eind 2016 geïntroduceerd op Formentera, een van de Balearen. Op dit eiland rijden nog steeds oude Méhari's rond, die toe zijn aan vervanging. Op voorhand waren zestien oplaadpalen neergezet. Ook op andere toeristische eilanden wordt de strandwagen verwacht.

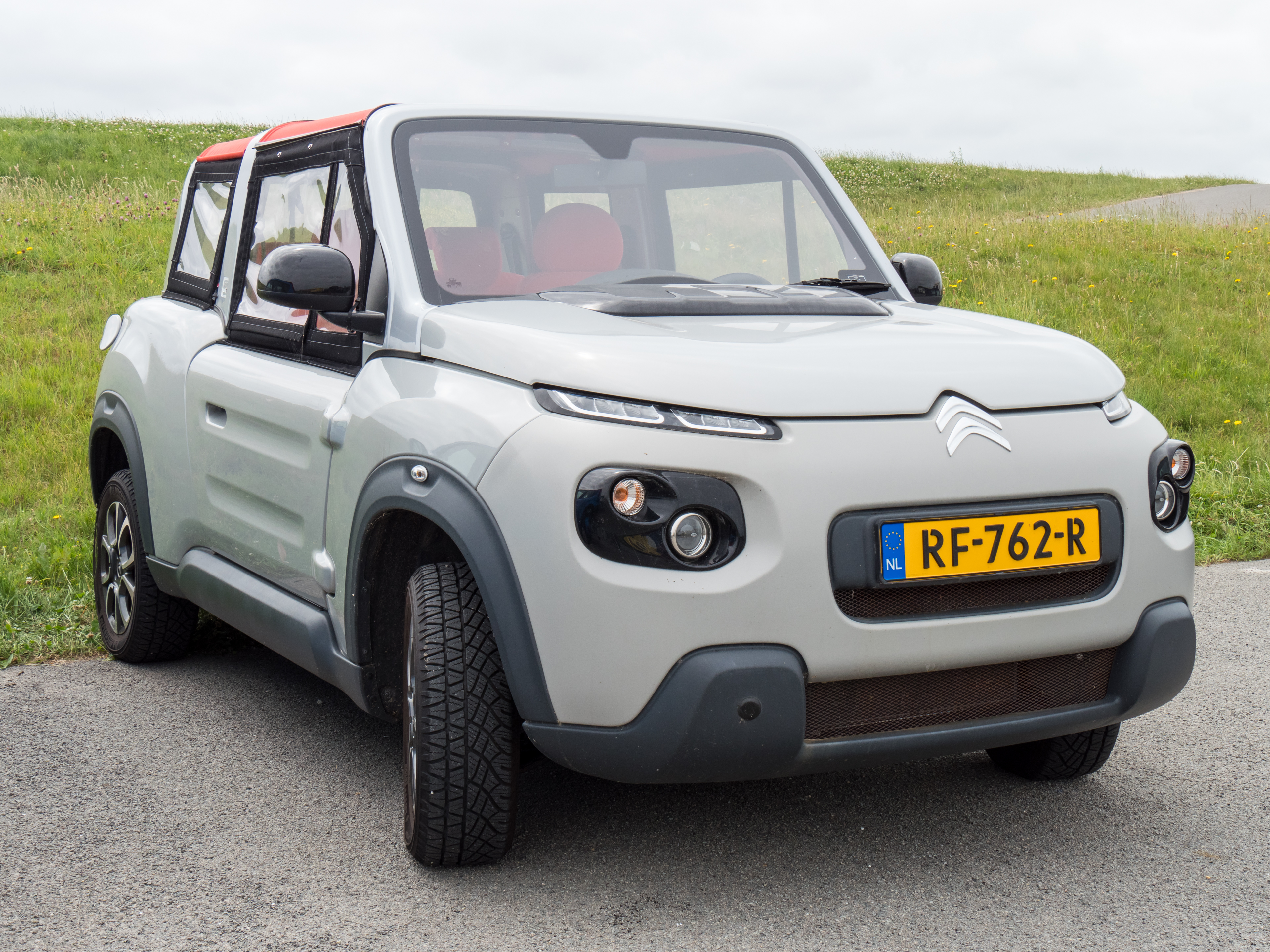
Citroën E-Méhari met kentekenplaat...